# Vélodrome de Genève
Le vélodrome de Genève est un vélodrome situé à Genève, en Suisse. Il fait partie du centre sportif de la Queue d'Arve.

## Histoire
Le vélodrome de Genève ouvre en septembre 1991. Peu après, l'Écossais Graham Obree tente le record de l'heure sur la piste genevoise sans toutefois y parvenir.
En 2018, le revêtement du vélodrome, en pin de Sibérie, a fait son temps est il remplacé à l'automne par un anneau en frêne d’Autriche, plus rapide et plus confortable pour les coureurs.

## Caractéristiques
Le vélodrome de Genève est long de 80 m, large de 60 m et haut de 14 m.
La halle d'une longueur de 80 m, d'une largeur de 60 m et d'une hauteur de 14 m mesure 4 800 m2. Elle contient une piste en bois de 166,66 m et une tribune d'environ 2 400 places.
Le centre de la piste compte une surface utilisable de 39,70 m × 19,80 m.

## Compétitions
- Quatre Jours de Genève[3],[4].